# Међународна олимпијада из астрономије и астрофизике
Међународна олимпијада из астрономије и астрофизике (МОАА, енгл. International Olympiad on Astronomy and Astrophysics, IOAA) је међународно такмичење у области астрономије за ученике средњих школа које се одржава једном годишње у једној од земаља учесница. Једна је од међународних олимпијада знања. Проистекла је из, нешто старије, Међународне астрономске олимпијаде (МАО), услед потребе да се правила такмичења прилагоде ширем спектру школских система (МАО има старосна ограничења, док МОАА допушта учешће и нешто старијим ученицима средњих школа), изискује другачију расподелу трошкова (за разлику од МАО где се плаћа котизација, на МОАА домаћин сноси трошкове организације и смештаја, а тимови су дужни да се побрину за своје путне трошкове) и пружа виши степен демократије тимовима: вође тимова учествују у гласању када се предлажу промене правила и бирају руководство олимпијаде.
Прва МОАА је одржана 2007. године у Чијанг Мају, на Тајланду. Последња МОАА одржана је 2024. године у Васорасу, у Бразилу. Следећа МОАА би требало да се одржи 2025. године у Мумбају, у Индији.

## Историја
Прва МОАА одржана је у граду Чијанг Мај, Тајланд, 30.11-09.12.2007. године. Земље учеснице биле су: Азербејџан, Бангладеш, Белорусија, Боливија, Бразил, Грчка, Индија, Индонезија, Иран, Јужна Кореја, Кина, Лаос, Литванија, Мјанмар, Пољска, Румунија, Сингапур, Словачка, Тајланд, Украјина и Шри Ланка. У то време су, са мандатом од 5 година, на функцији председника и генералног секретара били др Бонруксар Сонторнтум (Тајланд) и др Чатиф Кунђаја (Индонезија).
Друга МОАА одржана је 19-28.08.2008. у граду Бандунг, Индонезија. Учествовало је 22 земље, међу којима су новопридошле Камбоџа и Малезија.
Трећа МОАА одржана је 17-27.10.2009. у Техерану, Иран. Посматрачки део такмичења одржан је у пустињи, у Каравансерају, у Дех-е Намаку. Олимпијади су се те године прикључили и тимови Казахстана и Србије.
Четврта МОАА одржана је 12-21.09.2010. у Пекингу, Кина. Учествовало је 140 такмичара из 23 земље (први пут своје тимове послале Русија, Филипини и Чешка).
Пета МОАА одржана је 25.08-04.09.2011. у градовима Катовице, Хожов и Краков, Пољска. Ово је први пут да се МОАА одржала у Европи. Учествовали су тимови из 26 земаља. Први пут учествовале Бугарска, Колумбија, Хрватска, Мађарска и Португал. Током ове МОАА изабрани су нови председник МОАА др Чатиф Кунђаја (Индонезија), као и нови генерални секретар др Грег Стаховски (Пољска). Одређена су и 2 регионална координатора: др Таис Моте Диниз (Бразил) за Северну и Јужну Америку, и др Аникет Суле (Индија) за Азију и Пацифик.
Шеста МОАА одржана је 04-13.08.2012. у градовима Рио де Жанеиро и Васорас, Бразил. Ово је први пут да је МОАА организована на јужноамеричком тлу. Учествовало је 28 земаља.
Седма МОАА одржана је 27.07-04.08.2013 у Волосу, Грчка. Учествовало је 39 тимова из 35 земаља. Први пут учествовале Јерменија, Канада, Кипар, Македонија, Малезија, Нови Зеланд и Сједињене Америчке Државе.
Осма МОАА је одржана 01-11.08.2014. у граду Сучава, Румунија. Учествовало је 42 тима из 37 земаља. Први пут учествовали Мексико, Молдавија, Непал, Пакистан и Црна Гора.
| Редни бр. | Година | Земља домаћин | Град                      | Апсолутни победник         |
| --------- | ------ | ------------- | ------------------------- | -------------------------- |
| 1         | 2007   | Тајланд       | Чијанг Мај                | THA Сувун Сувунарат        |
| 2         | 2008   | Индонезија    | Бандунг                   | IND Нитин Џаин             |
| 3         | 2009   | Иран          | Техеран                   | IND Нитин Џаин             |
| 4         | 2010   | Кина          | Пекинг                    | POL Пшемислав Мроз         |
| 5         | 2011   | Пољска        | Хожов / Катовице / Краков | CZE Станислав Форт         |
| 6         | 2012   | Бразил        | Рио де Жанеиро / Васорас  | LTU Мотиејус Валијунас     |
| 7         | 2013   | Грчка         | Волос                     | ROM Денис Турчу            |
| 8         | 2014   | Румунија      | Сучава / Гура Хуморулуји  | ROM Денис Турчу            |
| 9         | 2015   | Индонезија    | Магеланг / Семаранг       | IDN Јоанди Леоната Пратама |
| 10        | 2016   | Индија        | Бубанешвар                | IND Амеја Патвардан        |
| 11        | 2017   | Тајланд       | Пукет                     | SLO Алексеј Јурца          |
| 12        | 2018   | Кина          | Пекинг                    | RUS Станислав Цапаев       |
| 13        | 2019   | Мађарска      | Кестхељ / Хевиз           | VIE Нгујен Ман Кван        |
| 14        | 2021   | Колумбија     | Богота (онлајн)           | RUS Максим Пермијаков      |
| 15        | 2022   | Грузија       | Кутаиси                   | ROM Влад Стефан Орос       |
| 16        | 2023   | Пољска        | Хожов / Катовице          | SLO Петер Андолшек         |
| 17        | 2024   | Бразил        | Васорас                   | SLO Петер Андолшек         |
| 18        | 2025   | Индија        | Мумбај                    |                            |

## Формат такмичења
Домаћин МОАА је задужен да се побрине о трошковима тимова и организације такмичења (смештај и храна, екскурзије, културни програм, тестови, награде...) Тимови сами обезбеђују путне трошкове што резултује у дисконтинуитету учешћа земаља са слабијом економијом (нпр. неке азијске земље учествују само оних година када се МОАА одржава у Азији).
Земље учеснице шаљу по један тим који чини 5 ученика средњих школа (или свршених средњошколаца који су завршили средњу школу у години у којој се олимпијада одржава) и двоје вођа (истраживачи и/или професори). У ванредним случајевима (финансијске потешкоће, пробно учешће), тим може имати и мање од 5 такмичара. Поред овог тима, земља домаћин има право и на још један гостујући тим. Понекад се и другим земљама учесницама (које су раније биле домаћини) дозвољава додатни гостујући тим.
По угледу на МАО, ово такмичење се састоји из 3 индивидуална такмичарска дела. Новитет је да постоји и групно такмичење које је од оснивања олимпијаде варирало у форми: квиз, брзо састављање телескопа из делова, тест...
Ово такмичење не тестира само теоријско, већ и практично знање астрономије, па је зато индивидуално такмичење подељено на следеће делове:
1. Теоријски тест: 15 кратких задатака (номинално носе по 10 поена) и 2 или 3 дуга задатка (номинално носе по 30 поена); израда задатака траје 5 h и тест носи 50% од укупног доступног броја поена на индивидуалном такмичењу.
2. Обрада посматрања: задатак на папиру или рачунару у којем се обрађују резултати реалних посматрања која су вршили професионални астрономи; најчешће се ради 4 h и вреди 25% од укупног доступног броја поена.
3. Посматрачки тест: сачињен од питања везаних за посматрање ноћног неба голим оком или телескопом, или симулирано ноћно небо у планетаријуму; тестира се препознавање небеских објеката: планете, звезде, звездана јата, маглине, галаксије; битних тачака и кругова небеске сфере, процењивање магнитуда објеката, мерење угаоних растојања, повезивање кретања и положаја небеских објеката са временом итд.

Званични језик олимпијаде је енглески, али пре тестова вође тимова преводе тестове на матерњи језик такмичара. Како би се спречиле дојаве такмичарима, пре првог превођења такмичари се одвајају од вођа тимова и дужни су да предају све комуникационе уређаје (да не би преко посредника, као што су родитељи, сазнали шта их очекује на тестовима): мобилне телефоне, лаптопове и остале електронске уређаје са приступом интернету. Ови уређаји се враћају такмичарима по завршетку сва 4 дела такмичења.

Тестове саставља, спроводи и оцењује комисија коју саставља организатор (домаћин). Међутим, вође тимова играју важну улогу у овом процесу:
1) Пре израде задатака, током модерације, комисија излаже формулације задатака и вође тимова дискутују задатке: формулације, решења, адекватност задатка (понекад се деси да се неки задатак замени потпуно другачијим задатком).
2) Преводе задатке на језик својих тимова.
3) Добијају копије радова својих ученика и у случају да сматрају да су ученици оштећени у оцењивању радова, имају право да уложе приговор који се одмах разматра.

## Награде
У процесу расподељивања награда прво се свим такмичарима нормирају поени тако да сваки део такмичења има унапред предвиђену тежину (теоријски део 50%, а преостала 2 индивидуална дела по 25%, при чему су те тежине варирале из године у годину). Затим се врши рангирање и одређује аритметичка средина укупног броја поена 3 најбоље рангирана такмичара. Након тога се поени свих такмичара нормирају у односу на добијену вредност (тако да први такмичар има најмање 100%). Ово усредњавање у односу на прва 3 такмичара је уведено како би се смањио евентуални утицај неког изванредног првопласираног ученика, који би остварио знатно бољи резултат од свих осталих такмичара, на поделу награда.
Када се утврди ранг листа са нормираним поенима у односу на просек резултата три првопласирана такмичара, награде се додељују према следећем критеријуму:
1. златна медаља (I награда) 90-100%
2. сребрна медаља (II награда) 78-90%
3. бронзана медаља (III награда) 65-78%
4. похвала 50-65%

Поред златне медаље, најуспешнији такмичар осваја и признање „Апсолутни победник“. Домаћиn задржава право да поред званичних награда додели и специјалне награде уколико процени да има потребе за тим. Примера ради, у Ирану 2009. Године додељиване су награде за најкреативније решење задатка, најконцизнији одговор, најуреднији одговор, највештијег посматрача и најмирнијег посматрача. Ове специјалне награде могу бити у форми признања, али и материјалне награде, у зависности од обезбеђене количине средстава за организацију олимпијаде.
На групном делу такмичења награде се додељују само за 3 најуспешније екипе (без обзира на то колико је која екипа освојила поена).

## Најуспешнији такмичари
Следећа табела садржи имена такмичара који су 3 или више пута освајали златну медаљу на МОАА (при чему треба имати у виду да неке земље, попут Индије, Индонезије и Ирана ограничавају број учешћа својих такмичара на 2).
| Име            | Тим      | Године учешћа | Године учешћа | Године учешћа |
| -------------- | -------- | ------------- | ------------- | ------------- |
| Станислав Форт | Чешка    | 2010 (8.)     | 2011 (1.)     | 2012 (2.)     |
| Петер Косец    | Словачка | 2010 (5.)     | 2011 (4.)     | 2012 (5.)     |

## Пропратни садржаји
Типична МОАА траје око 10 дана. Током овог периода одржава се церемонија отварања која традиционално садржи обраћање руководилаца олимпијаде, локалних организатора, у неким случајевима и релевантних јавних личности, као и културно-уметнички програм. Како олимпијада за циљеве има, не само промоцију и популаризацију науке, већ и окупљање младих из свих крајева света и дружење, након завршетка тестова организују се културно-уметнички наступи тимова као и прославе. Поред тога, организују се и екскурзије, и спортске активности.